# Îlot Louis

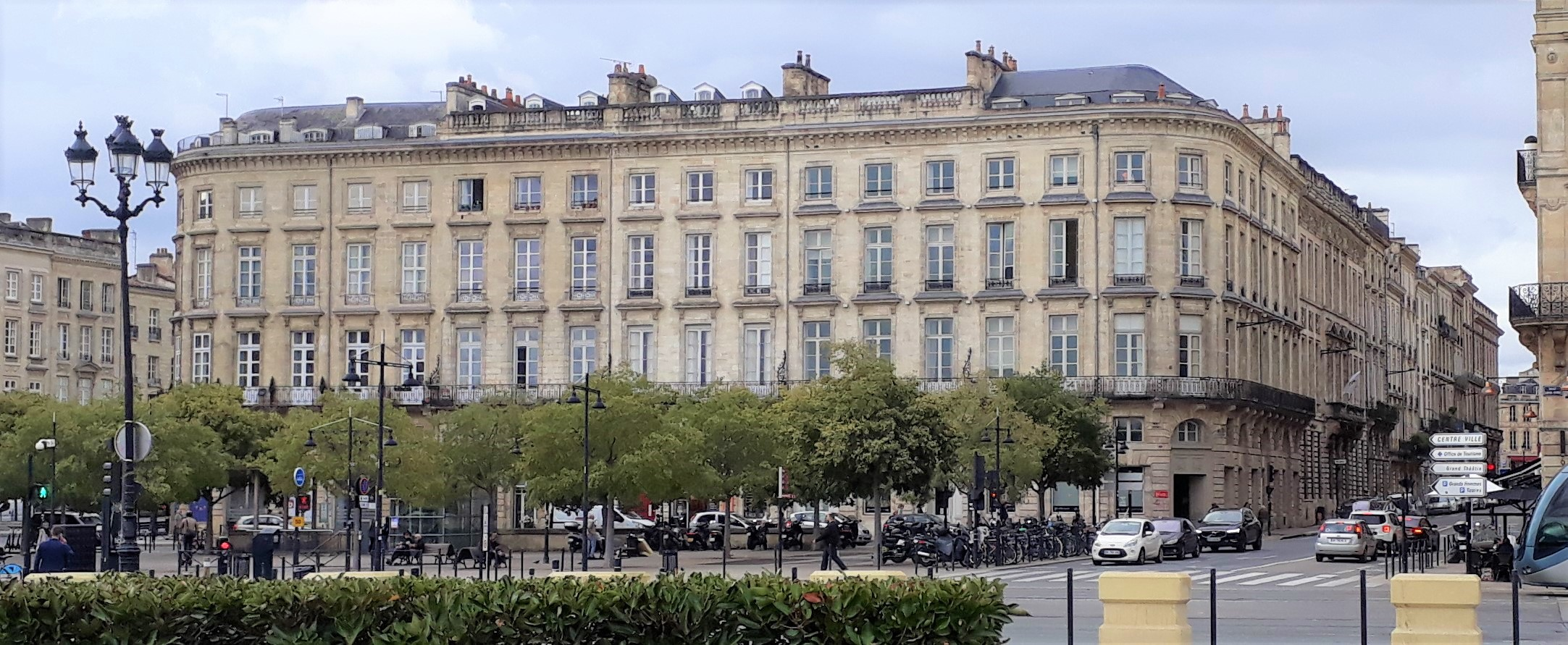
Façade à programme de l'îlot Louis, dessinée par Victor Louis.

L'îlot Louis est un ensemble d'immeubles situé à Bordeaux.
Il tire son nom de l'architecte Victor Louis, auteur du Grand-Théâtre et de plusieurs hôtels particuliers situés dans l'îlot.

## Localisation
L'îlot urbain, de forme rectangulaire, est situé entre la rue Louis, le cours du Chapeau-Rouge, la place Jean-Jaurès et la rue Esprit-des-lois.

## Histoire
| - Plan du lotissement de l'Îlot Louis en date du 27 mai 1775. - Plan général des bâtiments construits à Bordeaux par Victor Louis, vers 1780. |

A la fin du XVIIIe siècle, le roi Louis XV cède à la ville de Bordeaux des terrains situés sur le glacis de Château Trompette en vue d'y faire construire une nouvelle salle de spectacle. La réalisation du futur Grand-Théâtre est confiée à l'architecte parisien Victor Louis, et pour aider au financement de la construction, un vaste terrain compris entre la salle de spectacle et la Garonne est vendu en lots à bâtir. C'est encore Victor Louis qui est chargé du découpage et de la cession des parcelles. Afin d'encourager la spéculation, le maréchal-duc de Richelieu, gouverneur de Guyenne, ralentit les ventes. Aussi, les adjudications s'échelonnent-elles du mois d'août 1774 au mois de mai 1777. Les quarante-trois lots tracés par l'architecte sont acquis par 21 acquéreurs, majoritairement de riches familles de parlementaires et de négociants, qui y font construire de magnifiques hôtels particuliers, dont trois, positionnés aux extrémités, sont réalisés par Victor Louis.

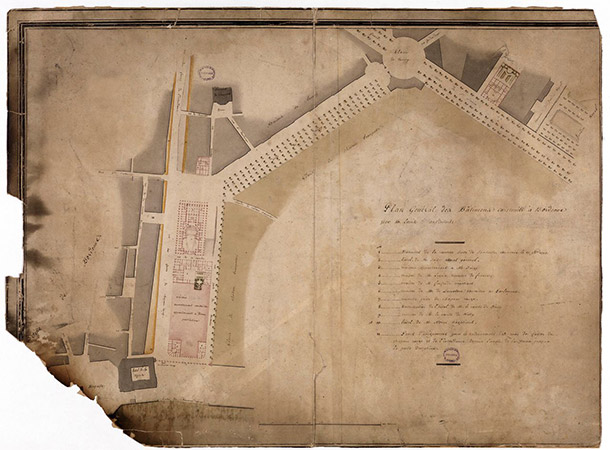
Plan de la partie sud du glacis vers 1780, faisant apparaître le Grand-Théâtre et l'îlot Louis.

## Architecture

### Les architectes
Louis s'est réservé la construction des immeubles situés aux angles de l'îlot, Saige, Lamolère et Boyer-Fonfrède, mais a laissé à des architectes bordelais le soin de construire les autres immeubles. Les frères Laclotte en ont construit la plupart : Étienne Laclotte signe, par exemple, en 1774 le devis pour la maison Faurie mitoyenne de l'hôtel Boyer-Fonfrède. Les architectes Laclotte ont également été sollicités pour la maison Douat (19 cours du Chapeau-Rouge) et pour la maison Lafite (au numéro 17). L’architecte François Lhote est, pour sa part, l’auteur de l’hôtel Feger-Latour (4 rue Esprit-des-Lois). 

### La façade à programme côté Garonne
L'extrémité de l'îlot donnant sur la Garonne et les quais de Bordeaux, présente une façade à programme imaginée par Victor Louis. En effet, un arrêt du Conseil d’État en date du 7 février 1730 « ordonne qu’il sera bâti sur le port de Bordeaux des maisons de façades uniformes ». En contrepartie la ville s’engage par contrat à ne rien édifier entre cette façade et le fleuve. 

## Les hôtels particuliers
Parmi les nombreux hôtels particuliers situés dans l'îlot, on trouve :
- Hôtel de Saige - architecte Victor Louis
- Hôtel Lamolère - architecte Victor Louis
- Hôtel Boyer-Fonfrède - architecte Victor Louis
- Hôtel Féger-Latour - architecte François Lhote
- Hôtel Baour
- Hôtel Legrix de la Salle
- Hôtel Journu
- Hôtel Raby

## Galerie

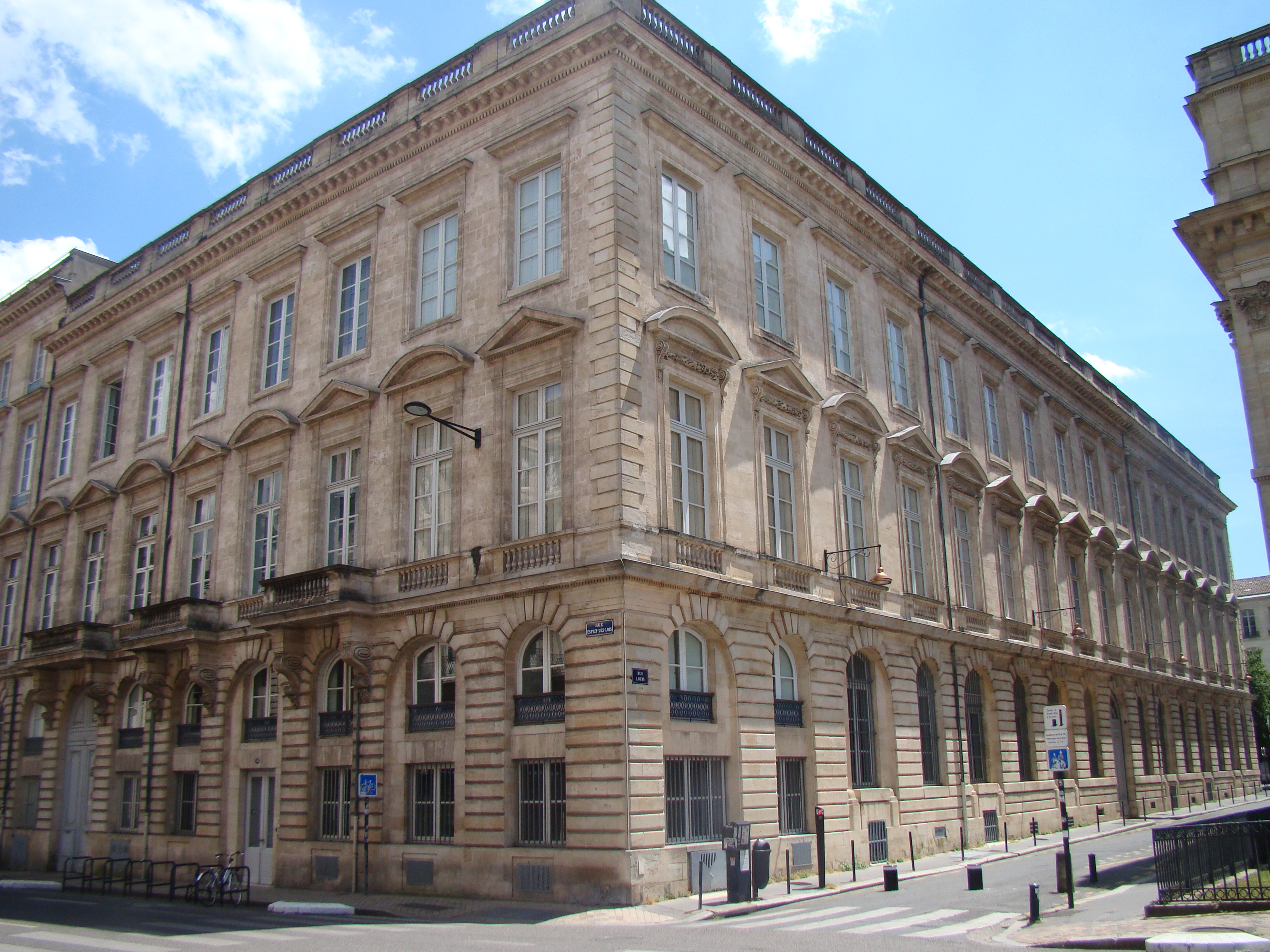
Hôtel de Saige.
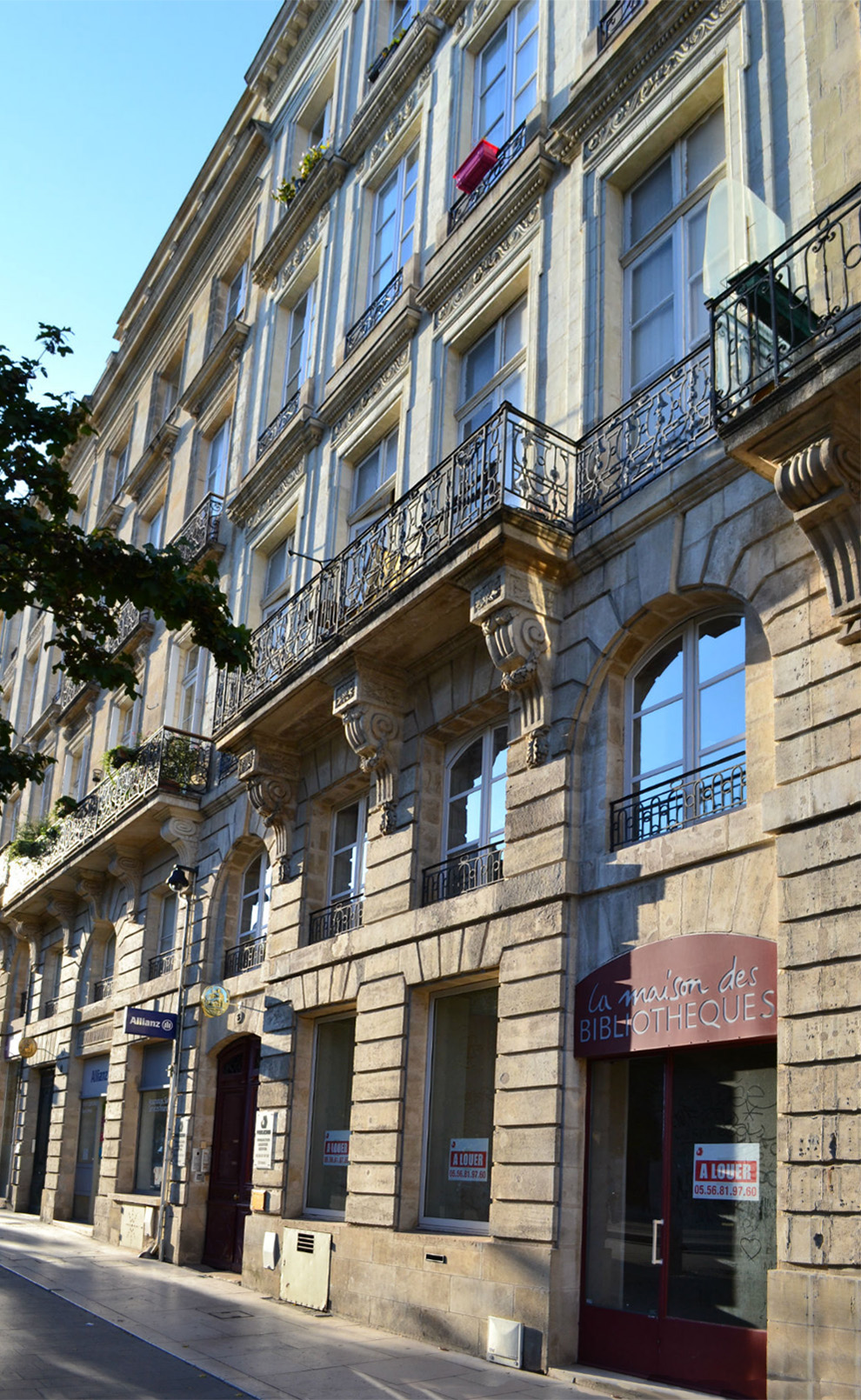
Hôtel Journu.
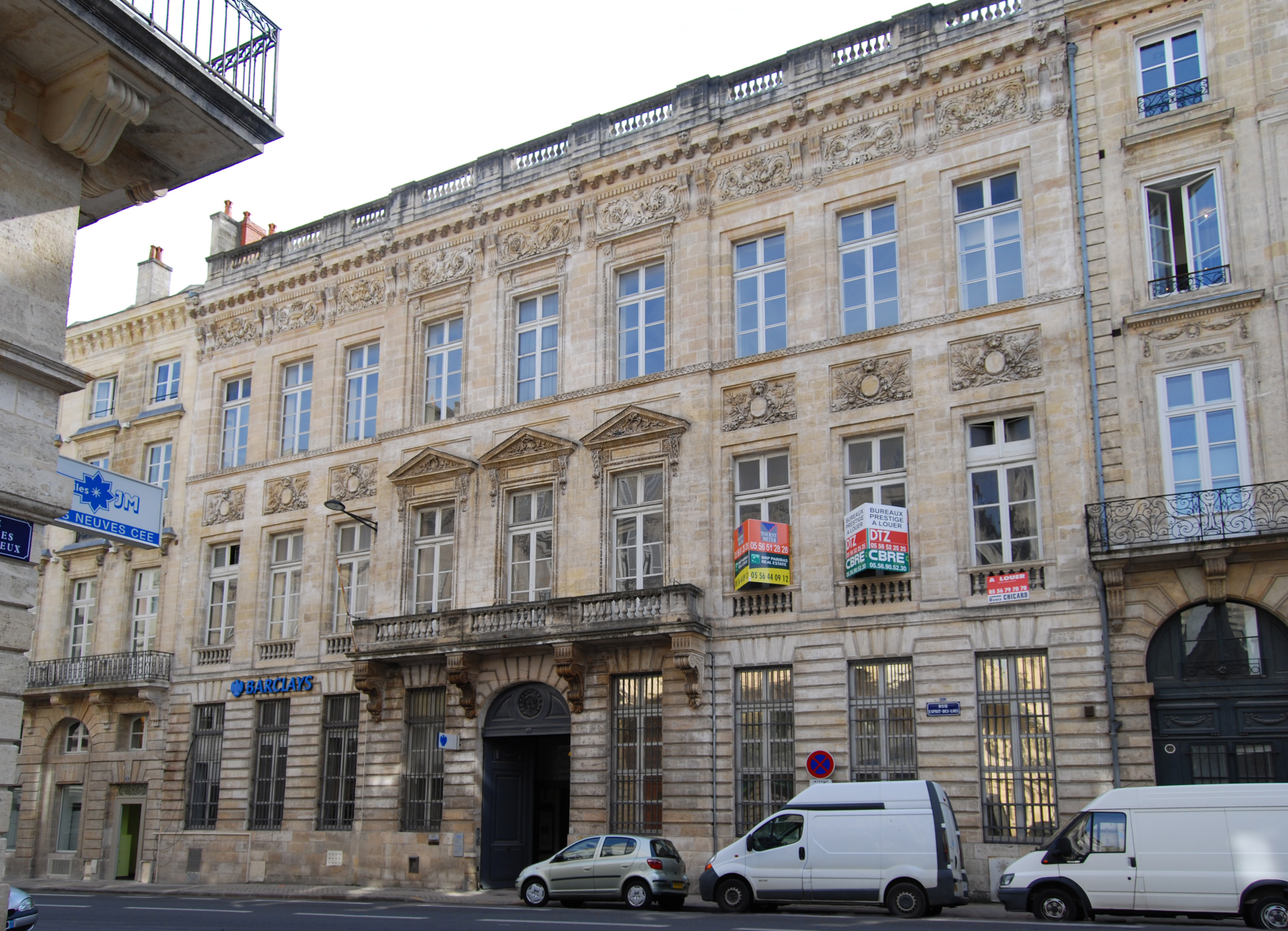
Hôtel Feger-Latour.
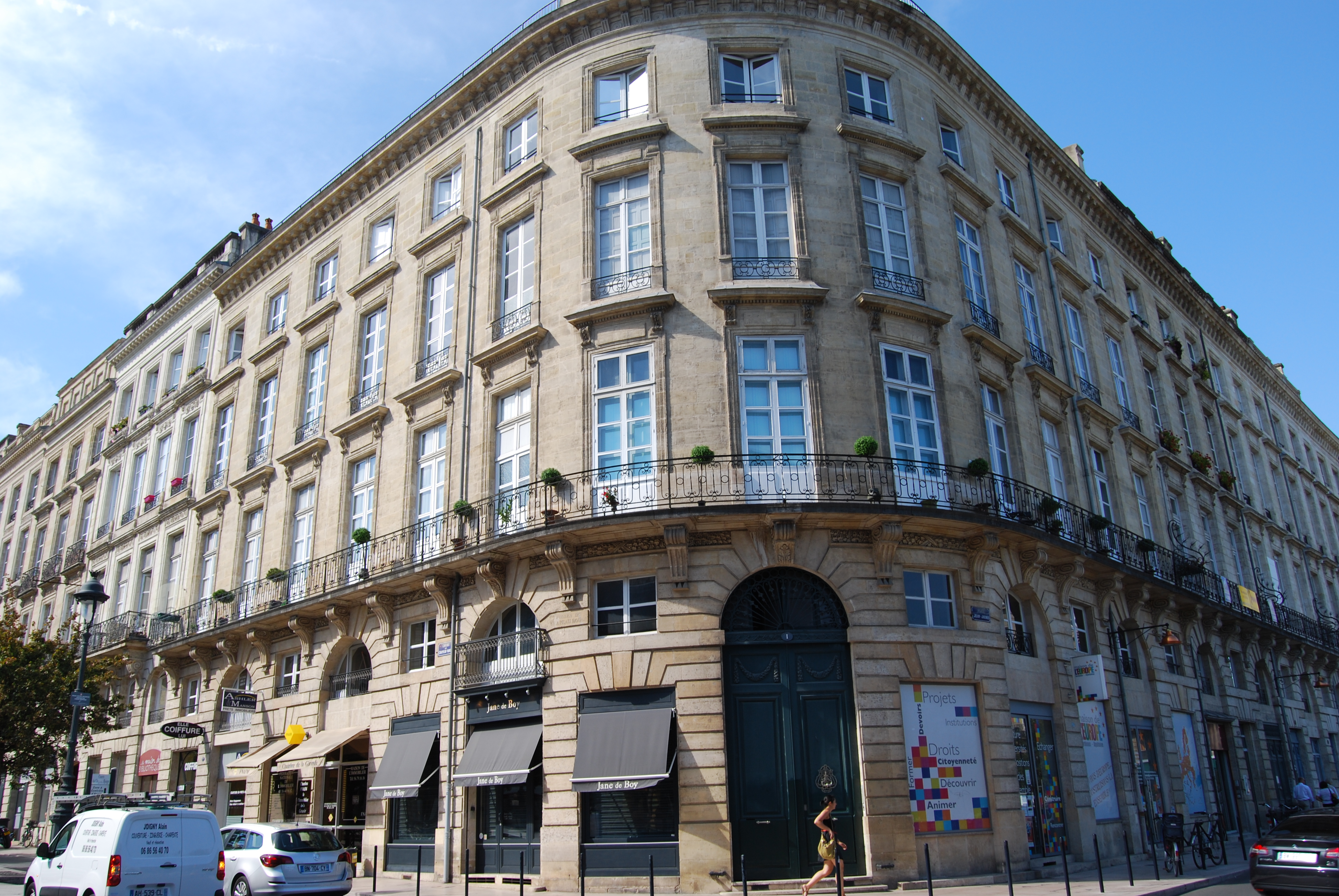
Hôtel Boyer-Fonfrède.
Hôtel Lamolère.

## Sources
- Robert Coustet, Le nouveau viographe de Bordeaux : guide historique et monumental des rues de Bordeaux, Mollat, 2011, 563 p. (ISBN 2-35877-002-7)